# العمارة الصناعية البريطانية

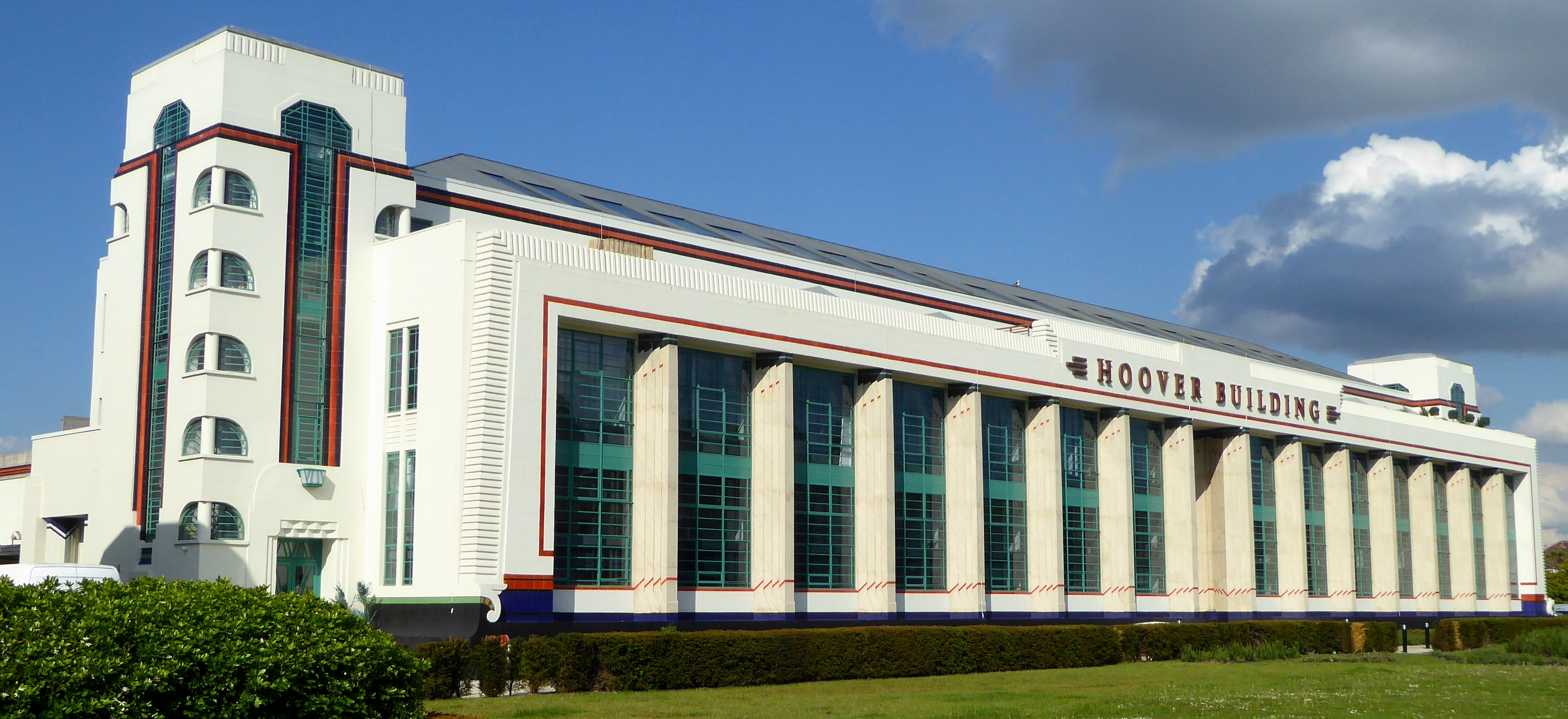
مبنى هوفر في بيريفال، لندن بورو أوف إيلينغ

أنشئت العمارة الصناعية البريطانية بشكل أساسي اعتبارًا من عام 1700، لإيواء العديد من الصناعات في بريطانيا التي كانت موطن الثورة الصناعية خلال هذه الفترة، وسرعان ما انتشرت كل من التقنيات الصناعية الجديدة والهندسة الصناعية في جميع أنحاء العالم، وعلى هذا، فإن عمارة المباني الصناعية الباقية حتى اليوم تمثل جزءًا من تاريخ العالم الحديث.
كان التعرف على بعض الصناعات سهلًا من خلال الأشكال الوظيفية لمبانيها، كما هو الحال بالنسبة لأفران المخاريط الزجاجية، والأفران ذات شكل القارورة المنتجة للفخار. دعمت صناعة النقل أولًا من خلال نمو شبكة القنوات المائية، ثم شبكة من السكك الحديدية، فساهم كل ذلك في إنشاء معالم عمرانية بارزة مثل قناة بونتسيسيلت وجسر ريبلهيد.
أتاح التوفر الكبير للمواد الجديدة التي أمنتها الصناعات الحديثة أنماطًا مبتكرة من البناء، بما في ذلك الخرسانة المسلحة والفولاذ، فتمكن مهندسو العمارة الصناعية من استكشاف أنماط عديدة من التصاميم لمبانيهم بحرية أكبر، بدءًا من النهضة المصرية إلى قلاع العصور الوسطى، ومن المنزل الريفي الإنكليزي إلى مباني البندقية ذات الطراز القوطي. سعى آخرون إلى إثارة الإعجاب معتمدين على الحجم، مثال على ذلك المداخن الطويلة كما في إينديا ميل، داروين. احتفى البعض الآخر بالحداثة بشكل مباشر كما هو الحال مع محطة توليد الطاقة الكهربائية «هيرويك»، شيسويك، بالإضافة إلى تمثالي «ايليكتريستي» و«لوكوموشن». اتخذ مقر شركة «باي باس موديرن» الأبيض الطويل، الذي يشبه في تصميمه مبنى «آرت ديكو هوفر بيلدينغ» مكانه بشكل واضح إلى جانب الطريق الرئيسي خارج مدينة لندن.

## الثورة الصناعية

### الأعمال المبكرة
منذ نحو عام 1700، جعل أبراهام داربي الأول كولبروكديل محور الثورة الصناعية من خلال إنتاج بضائع مصنوعة من الحديد المصبوب، طبخت في قدور. أعاد خليفته أبراهام داربي الثالث تجميع أجزاء جسر «ذي آيرون بريدج» عبر ممر كولبروكديل. صورت أفران بيدلام التابعة للشركة في لوحة الفنان فيليب دو لوثربورغ عام 1801 بعنوان كولبروكديل باي نايت. ألهم الجسر الحديدي ذاك مهندسين ومعماريين كثر في جميع أنحاء العالم، وكان الأول من بين العديد من المنشآت المصنوعة من الحديد المصبوب. يعتبر هذا الممر اليوم موقع تراثي عالمي.

### التطور
تحول اقتصاد بريطانيا منذ عام 1700 من خلال التصنيع والنمو التجاري والعديد من الاكتشافات والاختراعات، مما جعله البلد الأول لاتخاذ الكثير من الخطوات. ازداد تعداد القوة العاملة بسرعة كبيرة خصوصًا في شمال إنجلترا. جاءت الثورة الصناعية بنطاق واسع من التقنيات، كصهر الحديد باستخدام فحم الكوك وترميل الفولاذ ومحركات البخار وإنتاج آلات لصنع الأنسجة. نظم العمل في المصانع التي تولت إدارة عدة عمليات في نفس الموقع. خلفت بعض الصناعات كصناعة الفولاذ في شيفيلد وصناعة المنسوجات في لانكشاير، مبانٍ هامة لاتزال موجودة حتى يومنا هذا، بينما تركت صناعات أخرى كاستخلاص المعادن والكيمياء الصناعية بقايا ضئيلة. استخدم في مجال المعالجة الزراعية كل من طواحين الذرة ومخازن الشعير ومصانع الجعة والمدابغ. تطورت هذه الطرق تقنيًا لكن لم يتم إنشاء العديد من المباني الكبيرة، لأن هذه الصناعة كانت موزعة بالتساوي عبر البلاد. ظهرت بالرغم من ذلك مطاحن ذرة متعددة الطوابق نحو عام 1800 بسبب الحرب التي رفعت من سعر الحبوب في تلك الفترة. تأسست مطاحن «موراي ميلز» في مانشستر في عام 1798، مشكلة بذلك أطول سلسلة طواحين في العالم. أقيمت معامل القطن بشكل ملائم جدًا على قناة روتشديل، مما أتاح الوصول إلى شبكة النقل الصناعية في القرن الثامن عشر.

### شبكة النقل
واكب التطور السريع لشبكة القنوات النمو الصناعي وعززه من خلال الانتشار الواسع على الصعيد الوطني، والقدرة على نقل البضائع الثقيلة بكل أنواعها. قطعت قنوات كي يتسنى بذلك ربط المنتجين مع زبائنهم، على سبيل المثال ربطت قناة غلامورغانشاير 1794 مصانع الحديد في ميرتير تيدفيل بميناء كارديف، ما شجع التصنيع السريع في ساوث ويلز فاليز.